# Araguanã (kommun i Brasilien, Tocantins)
Araguanã är en kommun i Brasilien.   Den ligger i delstaten Tocantins, i den centrala delen av landet, 1 000 km norr om huvudstaden Brasília. Antalet invånare är 5 030.
Omgivningarna runt Araguanã är huvudsakligen savann. Runt Araguanã är det mycket glesbefolkat, med 6 invånare per kvadratkilometer.